# Engehausen
Engehausen è una frazione (Ortsteil) del comune di Essel, nel land della Bassa Sassonia, in Germania.

## Storia
Già comune autonomo nel circondario di Fallingbostel, fu soppresso e incorporato a Essel il 1º marzo 1974.